# Panzerkorps (Israel)
Das Israelische Panzerkorps (Hebräisch: חֵיל הַשִּׁרְיוֹן, Heil HaShiryon) wurde 1948 gegründet und ist seitdem eine zentrale Komponente der Israelischen Verteidigungsstreitkräfte (IDF). Es ist eines von fünf Korps des Israelischen Heers.

Flagge des Panzerkorps der IDF

## Geschichte
In den Jahren seit der Gründung des Panzerkorps 1948 nutzte Israel erbeutete und umgebaute Panzer, bevor es in den 1950er Jahren britische Centurion-Panzer erwarb.

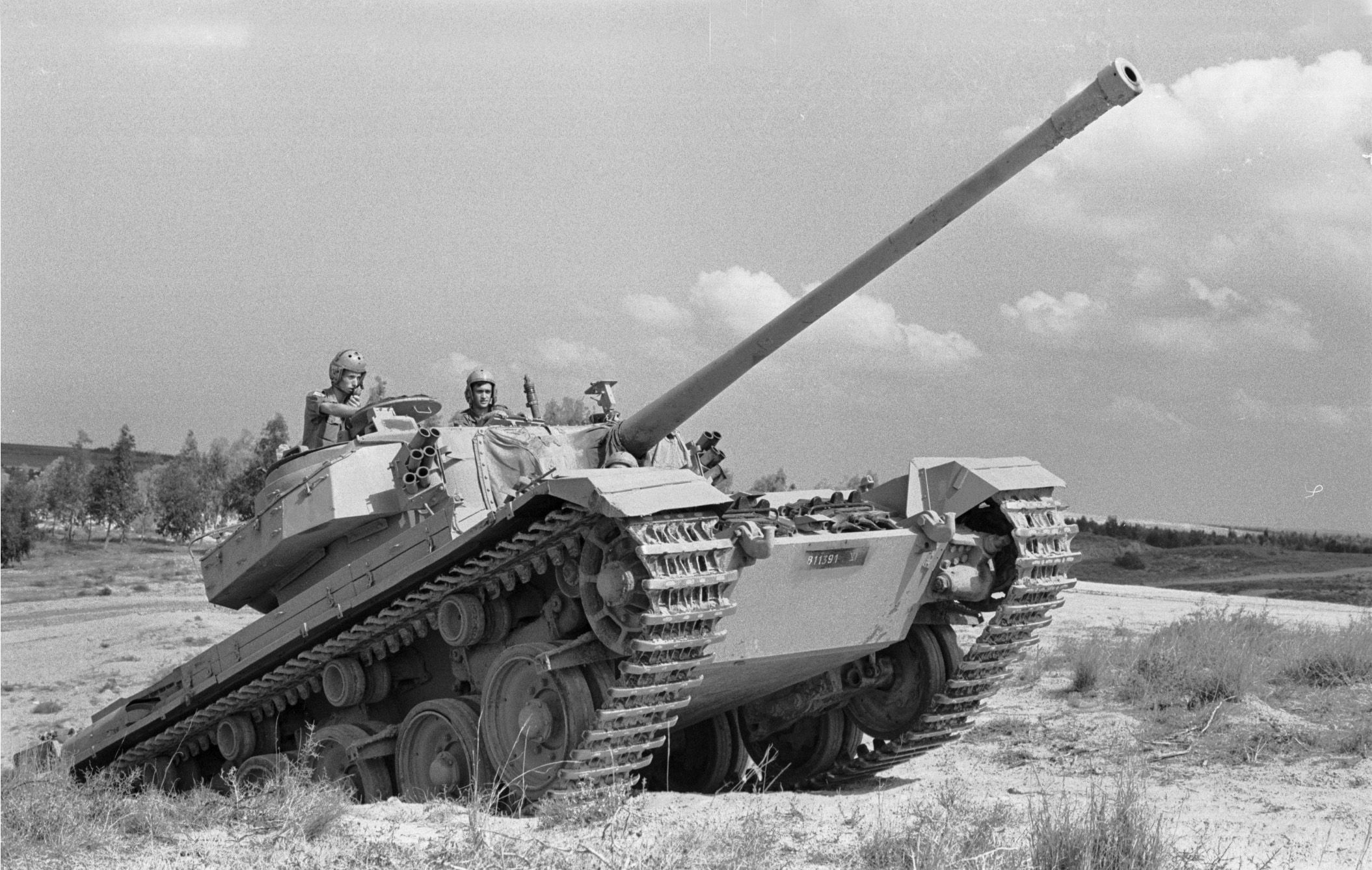
Die IDF testet den neuen schweren britischen Centurion-Panzer.(1966)

Während der Suez-Krise 1956 setzte Israel erstmals größere Panzerverbände ein. Im Sechstagekrieg 1967 spielte das Panzerkorps eine entscheidende Rolle beim schnellen Sieg Israels. Der Jom-Kippur-Krieg führte 1973 zu taktischen und technologischen Verbesserungen. Im Libanonkrieg wurde 1982 der Merkava-Panzer erstmals in großem Umfang eingesetzt. Weitere neue Schutzsysteme für Panzer wurden 2006 im Libanonkrieg getestet.

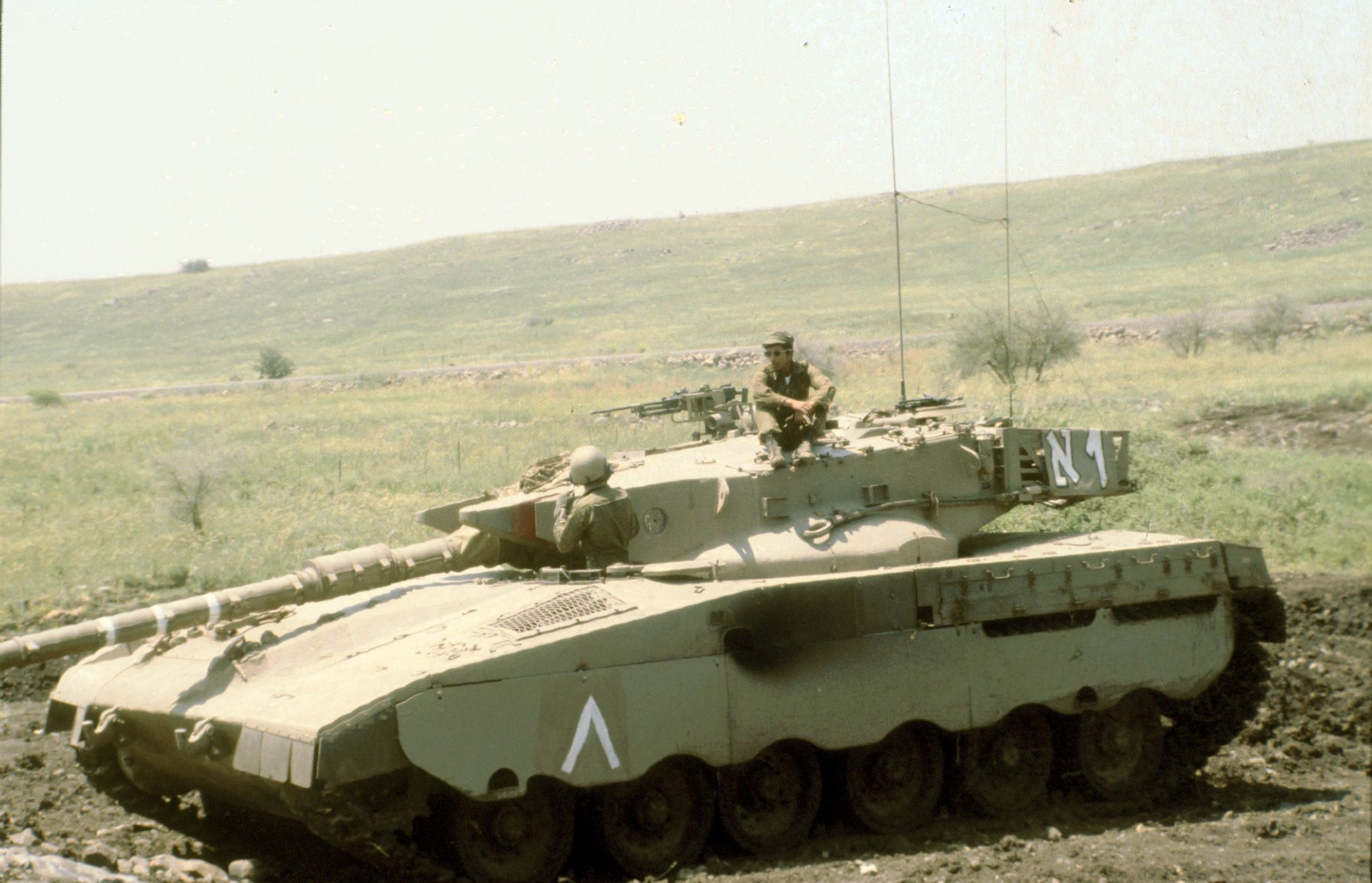
Die IDF agiert auf den Golanhöhen mit ihren neuen israelischen Panzern, den Merkava. (1987)

## Struktur und Brigaden
Das Panzerkorps ist in mehrere Brigaden unterteilt, die sich auf verschiedene Einsatzgebiete spezialisiert haben:
- 7. Panzerbrigade („Saar me-Golan“ – „Sturm aus Golan“, חטיבה שבע) Aufgabe: Verteidigung sowie Offensivoperationen. Standort: Nordisrael. Historische Einsätze: Teilnahme an allen  Kriegen Israels, darunter der Unabhängigkeitskrieg 1948, der Sechs-Tage-Krieg 1967, der Jom-Kippur-Krieg 1973 und die Libanonkriege 1982 und 2006. Bedeutung: Älteste Panzerbrigade der IDF, bekannt für ihre hohe Kampferfahrung.
- 188. Panzerbrigade („Barak“ – „Blitz“,) Aufgabe: Grenzschutz und Gefechtsoperationen. Standort: Golanhöhen. Historische Einsätze: Besonders bekannt für ihre Einsätze im Jom-Kippur-Krieg 1973, wo sie schwere Verluste erlitt, aber eine Schlüsselrolle bei der Verteidigung der Golanhöhen spielte. Bedeutung: Eine der wichtigsten Panzerbrigaden für die Verteidigung der nördlichen Grenzen Israels.
- 401. Panzerbrigade („I’kvot ha-Barzel“ – „Eiserne Spuren“, חטיבה 401)  Aufgabe: Offensive Einsätze. Standort: Zentralisrael. Historische Einsätze: Beteiligung an Operationen im Libanon und Gaza, insbesondere in modernen Konflikten. Bedeutung: Hochmoderne Brigade mit fortschrittlicher Ausrüstung, spezialisiert auf schnelle und effektive Offensiven.
- 460. Panzerbrigade („Bnei Or“ – „Söhne des Lichts“, חטיבה 460) Aufgabe: Ausbildung und Training. Standort: Ausbildungszentrum der IDF. Historische Einsätze: Keine  Kriegseinsätze. Bedeutung: Zentrale Einheit für die Ausbildung und Weiterentwicklung des israelischen Panzerkorps.

## Fahrzeuge und Ausrüstung
Das Panzerkorps setzt hauptsächlich auf den Merkava-Main-Battle-Tank, der in verschiedenen Versionen existiert:
- Merkava Mk. 1–4 – Hauptkampfpanzer der IDF mit fortschrittlichen Schutzsystemen.Ein Merkava Mark 4-Panzer der israelischen Verteidigungskräfte feuert seine 120-mm-Kanone ab.

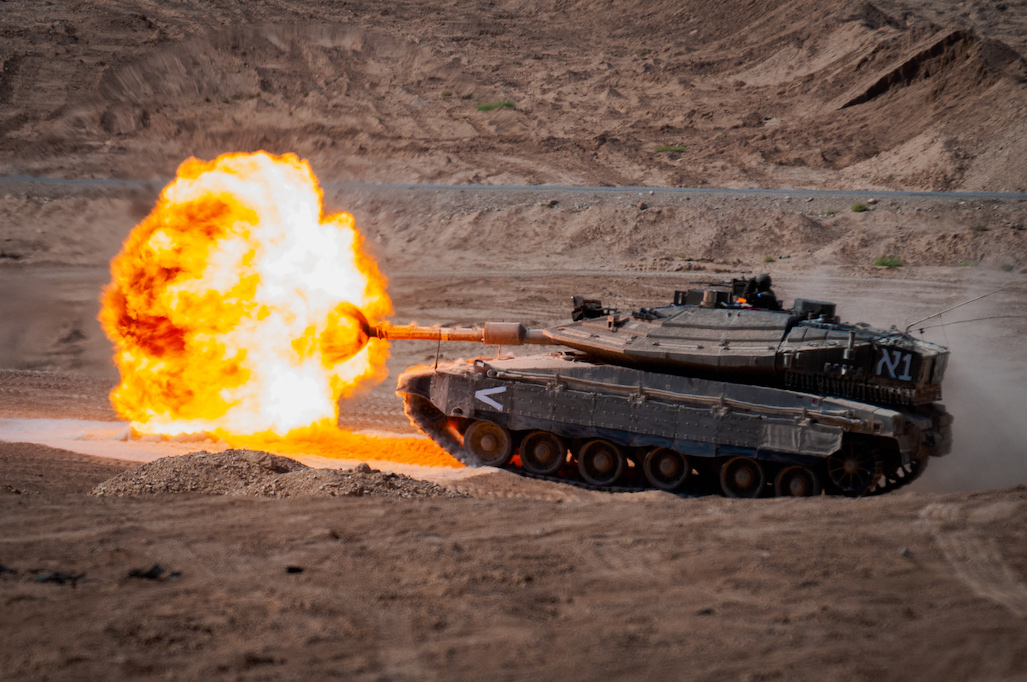
Ein Merkava Mark 4-Panzer der israelischen Verteidigungskräfte feuert seine 120-mm-Kanone ab.

- M113 Schützenpanzer – Unterstützungsfahrzeug für Infanterieeinheiten.Ein erbeuteter gepanzerter Mannschaftstransportwagen (APC) M113 der Israelischen Verteidigungsstreitkräfte (IDF) vor dem Bassel Al Assad Cultural Center, in Tyrus/Sour, Südlibanon.

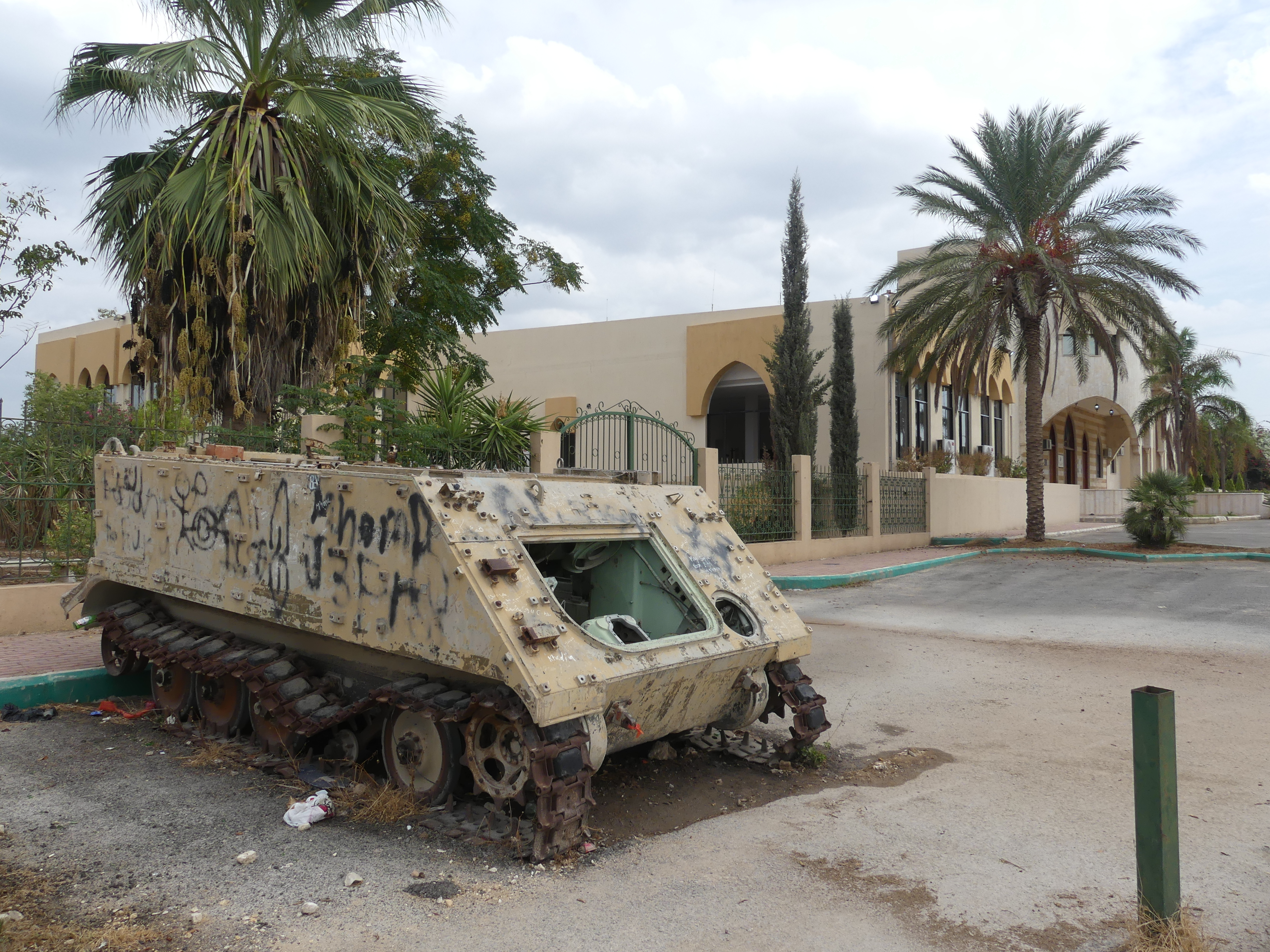
Ein erbeuteter gepanzerter Mannschaftstransportwagen (APC) M113 der Israelischen Verteidigungsstreitkräfte (IDF) vor dem Bassel Al Assad Cultural Center, in Tyrus/Sour, Südlibanon.

- Achzarit – Gepanzerter Mannschaftstransporter auf Basis erbeuteter sowjetischer T-55-Panzer.Achzarit

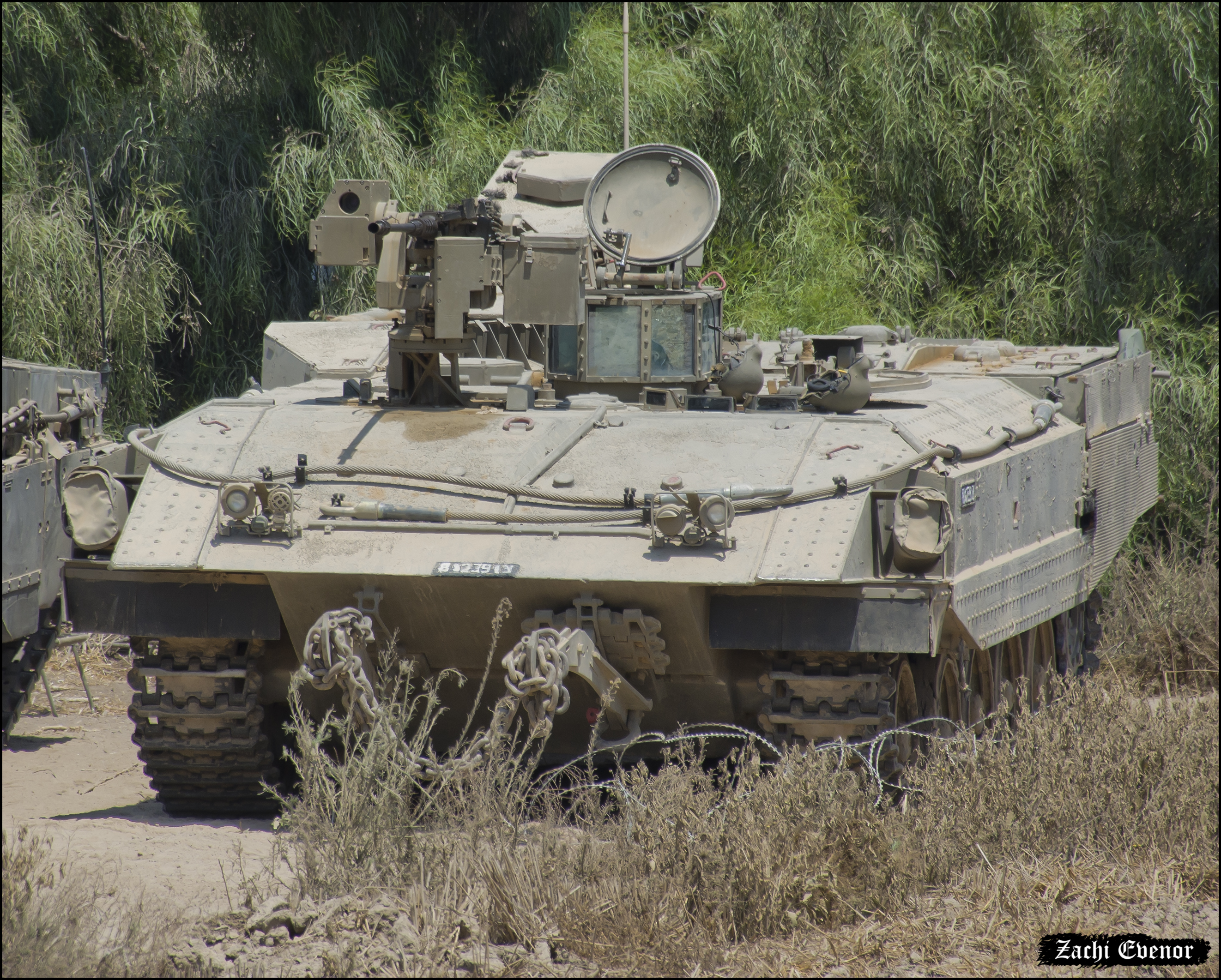
Achzarit

## Yad La-Shiryon – Gedenkstätte und Museum
Das Museum Yad La-Shiryon in Latrun dient als Gedenkstätte für gefallene Soldaten des Panzerkorps und beherbergt eine umfangreiche Sammlung historischer Panzerfahrzeuge. Es ist zugleich ein Bildungszentrum, das die Geschichte und Entwicklung der gepanzerten Einheiten Israels dokumentiert.

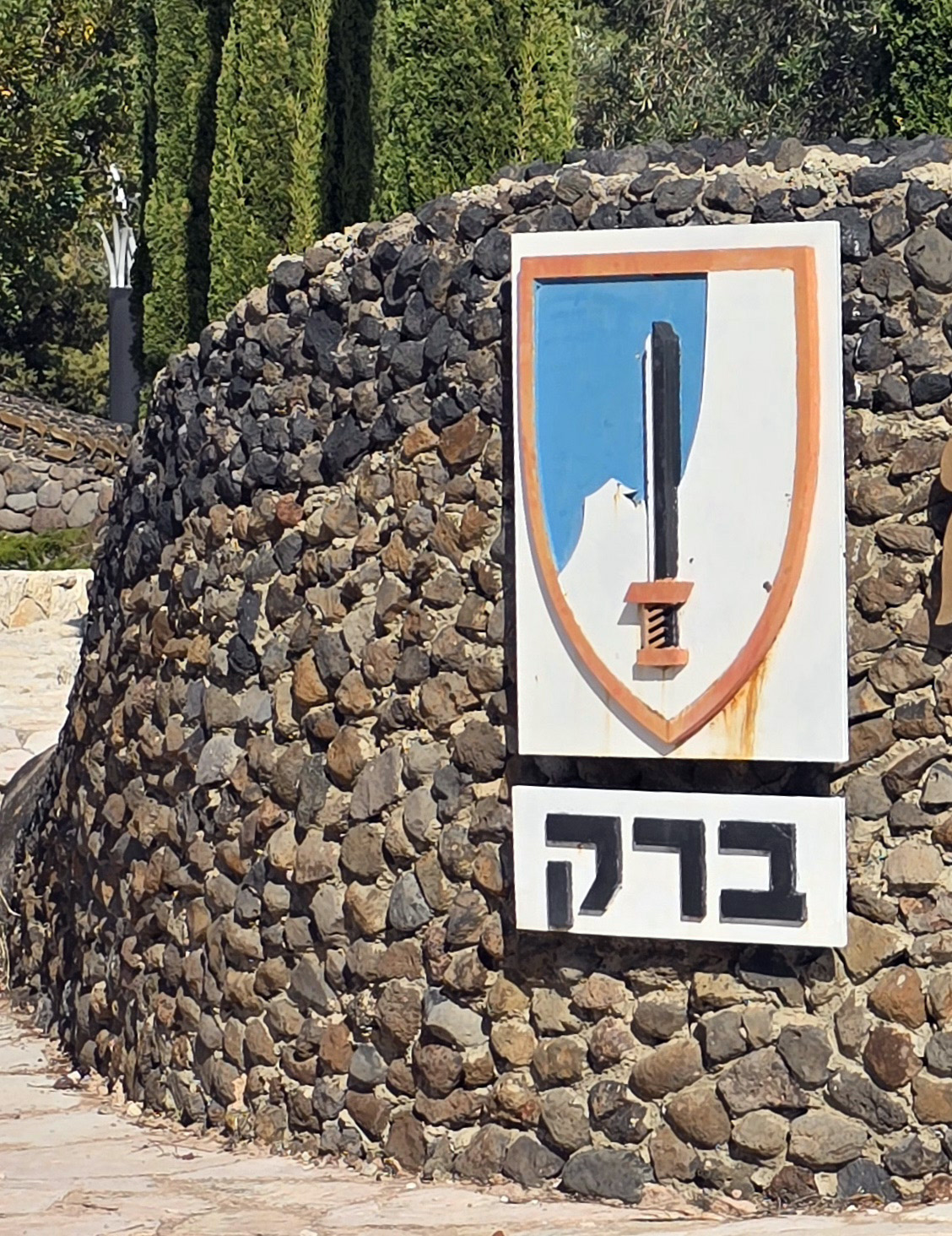
Ein Denkmal für die gefallenen Soldaten der 188. Brigade der Leichten Brigade im Latrun-Parkkomplex